# Kamila Ostrowska
Kamila Ostrowska, z domu Krajewska (zm. 21 września 1962 w Liverpoolu) – polska działaczka społeczna, żona Stanisława Ostrowskiego (1892-1982), ostatniego polskiego prezydenta Lwowa i trzeciego prezydenta RP na Uchodźstwie.

## Życiorys
Działała społecznie na rzecz dzieci we Lwowie. Pełniła funkcję przewodniczącej sekcji dożywiania dzieci Miejskiego Komitetu Pomocy Zimowej, przewodniczącej Miejskiego Komitetu Opieki Pozaszkolnej we Lwowie, przewodniczącej wojewódzkiego komitetu lwowskiego I Ogólnopolskiego Kongresu Dziecka.
W 1938 została udekorowana Srebrnym Krzyżem Zasługi. W 1938 została odznaczona Krzyżem Kawalerskim Orderu Odrodzenia Polski (1938) (udekorowana w 1939).
W 1956 wyjechała do Wielkiej Brytanii, gdzie dołączyła do przebywającego tam od 1946 męża. Zmarła 21 września 1962 w Liverpoolu i tam została pochowana.